# 任城里駅
座標: 北緯34度49分13.4秒 東経126度26分7.5秒 / 北緯34.820389度 東経126.435417度
任城里駅（イムソンニえき）は、大韓民国全羅南道木浦市にある韓国鉄道公社（KORAIL）湖南線および木浦宝城線の駅である。

## 概要
駅名は開業当時位置していた近隣の集落である全羅南道務安郡三郷面任城里から付けられ、その後1987年の行政区域の改編により全羅南道木浦市玉岩洞となった。湖南線複線化に伴い、2001年に駅舎が建て替えられた。
当駅と宝城駅を結ぶ慶全線の新設区間の工事が進行中である。

## 沿革
- 1913年5月15日：湖南線の駅として開業[1]。
- 1919年5月21日：簡易配置駅に昇格。
- 1924年1月1日：貨物取扱開始。
- 1939年8月23日：旧駅舎の竣工。
- 1945年6月1日：普通駅に昇格。
- 1950年11月10日：朝鮮戦争による駅員配置改正により無配置簡易駅に格下げ。
- 1951年7月31日：普通駅に再昇格。
- 1978年1月1日：小荷物取り扱い中止。
- 1981年7月27日：練炭線着工。
- 1981年8月27日：練炭線竣工。
- 1997年8月18日：練炭輸送列車の停車指定解除。
- 2001年12月4日：複線電鉄化にともない、現在の駅舎に移転。
- 2002年12月8日：複線電鉄化開通。
- 2006年11月15日：貨物取扱中止。
- 2025年8月：木浦宝城線開業予定。

## 駅周辺
- 国立木浦病院
- 南岳新都市
- 任城初等学校
- 三郷邑事務所

## 隣の駅
韓国鉄道公社
湖南線
一老駅 - 任城里駅 - 木浦駅
木浦宝城線
霊岩駅 - 任城里駅